# Phytotoxicité
La phytotoxicité est le caractère toxique d'une substance chimique pour la croissance des plantes.
Cet effet peut être causé par divers composés chimiques naturels ou synthétiques, notamment des traces métalliques, la salinité, des pesticides, des phytotoxines ou des composés allélochimiques.

## Substances potentiellement phytotoxiques

### Composés minéraux
De fortes concentrations de sels minéraux en solution dans le milieu de culture peuvent avoir des effets phytotoxiques.
Les sources de sels minéraux en excès peuvent être l'infiltration d'eau de mer ou l'application en quantité excessive d'engrais minéraux. 
Par exemple, l'urée est utilisée en agriculture comme engrais azoté, mais si on applique une dose excessive, il peut en résulter des effets phytotoxiques, soit à cause de la toxicité de l'urée elle-même, soit à cause de l'ammoniac produit par hydrolyse de l'urée par les uréases du sol. 
Les sols acides peuvent contenir de fortes concentrations d'aluminium (sous forme d'ions Al3+) et de manganèse (sous forme d'ions Mn2+) qui peuvent être phytotoxiques.

### Herbicides
Les herbicides sont des substances conçues pour tuer les plantes, et sont utilisés pour maîtriser les espèces de plantes non désirées comme les mauvaises herbes agricoles. Cependant les herbicides peuvent aussi avoir un effet phytotoxique sur des plantes qui ne sont pas dans la zone ciblée par l'application d'un herbicide, par exemple à la suite d'une dérive de pulvérisation causée par le vent, ou à cause de l'épandage sur le sol de matières contaminées par des herbicides (comme de la paille ou du fumier).
Les effets phytotoxiques des herbicides sont un important sujet d'étude dans le domaine de l'écotoxicologie.